# 中國智慧能源
中國智慧能源集團控股有限公司，簡稱中國智慧能源集團控股、中國智慧能源集團和中國智慧能源（英語：China Smarter Energy Group Holdings Limited，港交所：1004），於1987年由多名投資者創立，名為「麗盛發展有限公司」，前身為「麗盛集團控股有限公司」。
現時業務在全球，包括中國內地經營證券買賣、製造及銷售皮草成衣、銷售毛皮以及開採自然資源業務，董事長為李鋈麟，而總部位於香港銅鑼灣告士打道280號世貿中心2004-5室。
而股份則在1997年10月9日於香港交易所主板上市。

## 連結
- HKRising.com（页面存档备份，存于）
- cse1004.com（页面存档备份，存于）